# 崔杰 (1953年)
崔杰（1953年7月—），男，河北乐亭人，中华人民共和国政治人物，曾任中共长春市委副书记，长春市人民政府市长，长春市政协主席，第十一届全国人大代表，第十二届全国政协委员。